# Wafa Makhlouf
Wafa Makhlouf (arabe : وفاء مخلوف), née à Monastir, est une femme politique tunisienne, cofondatrice et membre de Nidaa Tounes et directrice exécutive du CEED (Center for Entrepreneurship and Executive Development) en Tunisie.

## Carrière professionnelle
Native de Monastir et titulaire d'une maîtrise en finance obtenue en 2001 à l'Institut supérieur de gestion de Tunis, Wafa Makhlouf travaille avec son père dans l'entreprise familiale de collecte de déchets à Monastir puis décide en 2002 de créer sa propre entreprise à Tunis dans le même domaine d'activité grâce à un crédit de la Banque tunisienne de solidarité : Proclean se concentre sur la collecte des ordures ménagères et le nettoyage mécanisé des plages,.
Directrice exécutive du CEED (Center for Entrepreneurship and Executive Development) en Tunisie, elle est membre de la Jeune chambre internationale de Hammam Chott de 2003 à 2005, membre du Centre des jeunes dirigeants d'entreprise (CJD) tunisien en 2005 et sa présidente en 2011, puis préside le CJD international de 2013 à 2014. Elle initie le premier incubateur de femmes entrepreneuses et l'initiative Wajjahni.
Elle a été présidente du conseil d'administration d'Enactus Tunisie.

## Carrière politique
Wafa Makhlouf est l'une des fondatrices du parti Nidaa Tounes en 2012 et en devient membre du comité exécutif chargée des petites entreprises et de l'emploi des jeunes. Elle est élue sous ses couleurs lors des élections législatives de 2014 et siège dès lors à l'Assemblée des représentants du peuple.
Le 22 septembre 2017, elle annonce sa volonté de se présenter à la présidence du parti, dénonçant à cette occasion l'exclusion de certains de ses collègues et les décisions prises par la direction. En avril 2019, à l'issue du congrès du parti, elle devient présidente de son conseil des compétences nationales.

## Distinctions
En 2015, elle est désignée par Arabian Business parmi les 100 Arabes de moins de 40 ans les plus puissants.
En 2016, Wafa Makhlouf est nommée avec Amira Yahyaoui comme jeune leader mondial par le Forum économique mondial,.

## Vie privée
Elle est mère de deux garçons.